# Drakvår
Drakvår är den femte och sista boken i fantasy-serien Draklanskrönikan. Författare är Margaret Weis och Tracy Hickman.